# Hans Entertainment
Hans Entertainment (bürgerlich Christopher Kjell Hans, * 12. März 1994) ist ein deutscher Webvideoproduzent und Party-MC. Er kommt aus dem südbadischen Kenzingen bei Freiburg im Breisgau.

## Leben
Hans besitzt nach eigenen Angaben keinen Schulabschluss und lebt bis jetzt (Stand 2024) bei seiner Mutter in Kenzingen. Nachdem er drei Jahre arbeitslos war, begann er auf Facebook und YouTube zu posten, wodurch er deutschlandweit bekannt wurde. Zu seinen Markenzeichen gehört neben seiner Körpergröße von über 2 m und seinem starken Übergewicht das bewusst falsche Aussprechen der türkischen Vulgärformel Amına Koyım.
2014 konvertierte Hans bei einer Predigt der Salafisten Sven Lau und Pierre Vogel in Freiburg im Breisgau öffentlich zum Islam. Im August 2015 nahm ihn Universal Music unter Vertrag. Im September 2015 stieg seine Single Hoch die Hände Wochenende (#sotrue) auf Platz 66 der deutschen Singlecharts. Anfang 2016 musste Hans eine einwöchige Haftstrafe im Jugendarrest antreten. Er hatte einem Rentner am Freiburger Hauptbahnhof Kaffee ins Gesicht geschüttet, nachdem dieser ihn aufgefordert habe, seine Zigarette auszumachen. Darüber hinaus soll Hans einen Angestellten der Deutschen Bahn beleidigt sowie einen Nachbarn bedroht haben. Im Juni 2018 machte er ein Praktikum in einem Luxusautohaus. In der Folgezeit nahm seine Berühmtheit ab und er wurde immer weniger gebucht.

## Kritik
Für seine Videos und sein Erscheinungsbild erntete Hans Kritik in sozialen Netzwerken. Für Unverständnis sorgte eine in seinem Zimmer hängende und öfter in seinen Videos zu sehende Reichskriegsflagge. Hans gab zu, eine rechtsradikale Phase gehabt zu haben, distanziere sich aber mittlerweile davon. Die Flagge hänge im Gedenken an seinen im Krieg gefallenen Großvater im Zimmer.

## Diskografie
Singles
- 2015: Hoch die Hände – Wochenende (#sotrue)
- 2016: Eskalation
- 2017: Sonne, Palmen, Meer und Strand
- 2018: Malle für alle
- 2019: Wer dich f***t
- 2023: Schicksal
- 2024: Playa Schorle